# Martine Syms
Martine Syms, née en 1988, est une artiste américaine qui a développé une approche interdisciplinaire reliant les différents domaines du cinéma, de la performance, de l'installation et de l'édition. Elle vit et travaille à Los Angeles.

## Enfance et éducation
Martine Syms nait à Los Angeles en 1988. Elle grandit avec trois frères et sœurs à Altadena, une région au nord de Los Angeles.
Elle est scolarisée à domicile de 7 à 12 ans. Pour compenser, ses parents l'inscrivent à de nombreuses activités parascolaires, comme le football, l'art et la danse classique. Elle se rend aussi très régulièrement à l'église. L'instruction à domicile l'aidera à devenir indépendante et lui donnera l'envie de devenir artiste. Son père est un photographe amateur. Sa mère de son côté s'intéresse à l'art et à l'écriture.
Martine Syms fait ses études à l'École de l'Institut d'art de Chicago où elle obtiendra son baccalauréat en beaux-arts. Elle obtient ensuite, en 2017, une maîtrise en beaux-arts au Bard Collège.

## Carrière
Martine Syms se considère comme étant une entrepreneure conceptuelle. Son travail est reconnu aussi bien à travers ses activités dans l'édition qu'à travers ses productions artistiques.
Elle est la fondatrice de Golden Age, un espace de projet géré par des artistes, un lieu de performance et une librairie. L'espace artistique, basé à Chicago, est autogéré et axé sur l'édition. Elle le dirige entre 2007 et 2011 avec l'artiste Marco Braunschweiler tout en travaillant comme graphiste de jour.
Lorsque l'espace ferme, elle retourne dans sa ville natale pour fonder et diriger Dominica Publishing, une maison d'édition dédiée à l'exploration de l'identité noire dans l'art contemporain et la culture visuelle,.
La production artistique de Syms révèle constamment une fascination pour le texte et le langage. En 2013, elle publie The Mundane Afrofuturist Manifesto, un essai vidéo publié pour la première fois en 2013 par l'organisation d'art numérique Rhizome sur la production artistique de la diaspora noire. Elle poursuit donc une carrière littéraire prolifique, écrivant des essais, des fictions autobiographiques et l'épisode pilote d'une sitcom intitulée She Mad, qui apparaîtra à l'exposition de la Triennale du New Museum 2015.
En effet, en 2015, elle fait partie de la troisième édition de la Triennale du New Museum s'intitulant Surround Audience,. La même année, elle réalise une exposition appelée Vertical Elevated Oblique à la Bridget Donahue Gallery de New York. Dans sa vidéo Notes on Gesture, elle explore le rôle de gestes corporels apparemment insignifiants dans la création de l'identité. Elle travaille également avec Willo Perron and Associates pour aider à écrire le discours de Kanye West aux MTV Video Music Awards 2015 durant lequel ce dernier annonce sa candidature à l'élection présidentielle de 2020 aux États-Unis.
En 2016, Martine Syms présente la performance Misdirected Kiss au Storm King Art Center dans l'état de New York et au Broad Museum de Los Angeles. L'œuvre tire son titre du film de 1904 The Misdirected Kiss. Entre la conférence et la performance, elle traite les questions de langage et de représentation. L'artiste évoque des représentations de femmes noires tout en construisant un collage d'images sur un ordinateur projeté sur un écran. « Il s'agit d'un espace entre la performance et la poésie, et ce n'est pas un simple spoken word - une performance de poésie en direct. Il s'agit plutôt d'une conférence performative. » explique la commissaire de la série Jennifer Doyle,. Dans la même année, son travail est aussi montré dans le cadre d'une exposition personnelle à l'Institut d'Art Contemporain à Londres intitulé Martine Syms : Fait & Trouble. Cette exposition, qui interroge l'espace entre l'expérience vécue et sa représentation, comprend la série de vidéos Lessons, un long poème incomplet en 180 sections.

En 2017, Martine Syms présente son travail dans une exposition personnelle au Museum of Modern Art de New York. L'exposition, une installation immersive comprenant des photographies et des objets mis en scène, s'intitule Projects 106: Martine Syms, et s'articule autour d'un long métrage, Incense, Sweaters & Ice.  Elle est également présélectionnée pour le Future Generation Art Prize, un prix d'art contemporain mondial biannuel visant à découvrir et soutenir de jeunes artistes, et présentera dans ce cadre ses œuvres à la Biennale de Venise. 

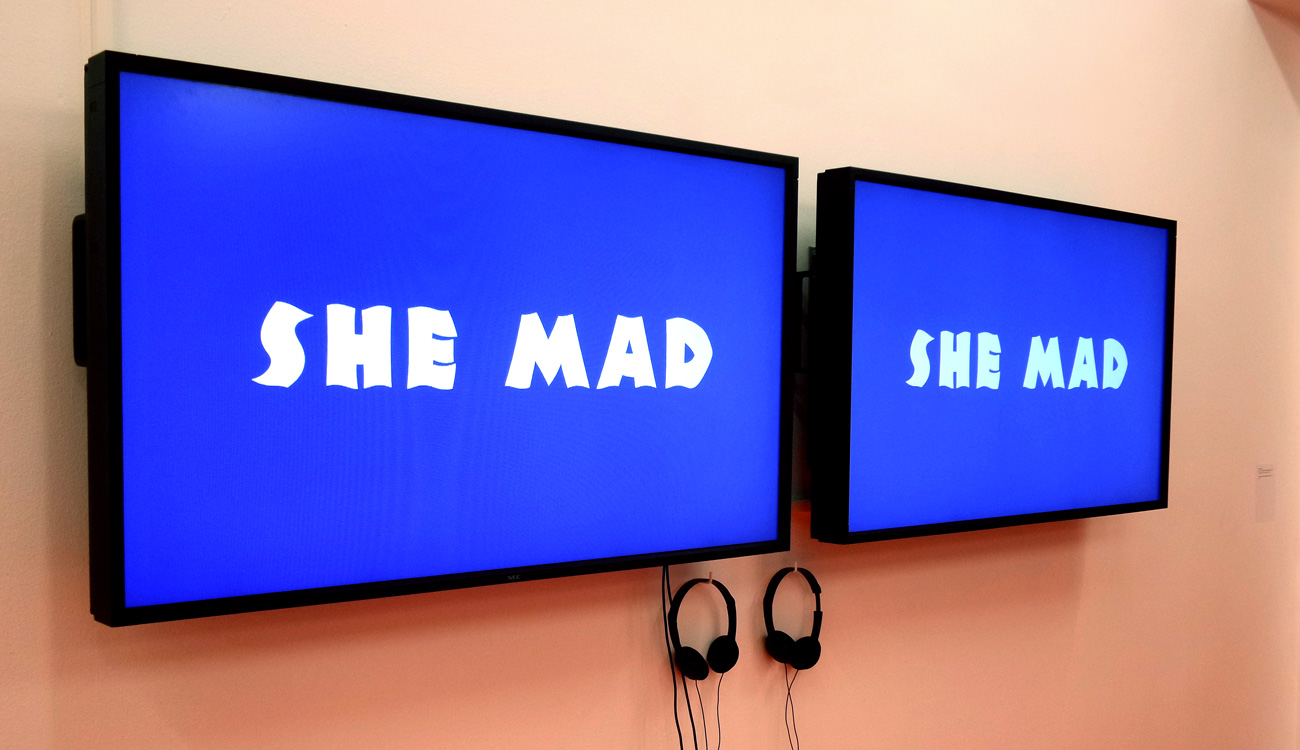
Martine Syms, S1-E1, A Pilot For a Show About Nowhere

En 2018, elle est récipiendaire de la bourse 2017 de la Fondation Louis Comfort Tiffany.  Elle rejoint également la faculté du California Institute of the Arts en septembre.  La même année, elle remporte la bourse de la Fondation Graham pour les études avancées en beaux-arts. Elle reçoit ainsi un soutien financier pour le développement et la production de nouvelles œuvres présentées dans le cadre d'une exposition à la Madlener House à Chicago. Elle reçoit enfin le prix The Future Fields Commission in Time-Based Media, une initiative du Philadelphia Museum of Art et de la Fondazione Sandretto Re Rebaudengo pour soutenir la création, la production et l'acquisition d'une nouvelle œuvre d'artistes actif dans les domaines de la vidéo, du cinéma, de la performance et du son.
En 2022, Martine Syms réalise son premier long métrage, The African Desperate, sur le monde de l'art. Il est présenté en première au Festival international du film de Rotterdam et le service de streaming Mubi acquiert les droits de distribution du film.
Elle a également été conférencière à la Yale University, SXSW, California Institute of the Arts, Université de Chicago, Université Johns-Hopkins, et au MoMA PS1,.

## Travail
Martine Syms explore des thèmes aussi variés que l'afrofuturisme, la théorie queer, le pouvoir du langage et la nature spirituelle de la couleur violette. Elle inclut généralement des médias contemporains tels que des images trouvées sur Internet, au cinéma et à la télévision dans son travail qu'elle s'approprie pour s'exprimer sur ces thèmes. Elle utilise souvent des espaces tels que des galeries pour créer un collage multimédia. Elle y juxtapose parfois sa voix ou son apparence. Elle se décrit également comme une accumulatrice de médias orphelins, c'est-à-dire de vieilles vidéos personnelles et des photos de famille. Elle utilise aussi le codage, pour lequel elle est largement autodidacte, en plus de suivre des cours à l'Armory Center for The Arts de Los Angeles. Le résultat est donc singulier et souvent humoristique. Elle s'inspire notamment des sitcoms noires, ce qui permet à ses productions artistiques de donner une représentation linguistique et visuelle du genre et des Afro-Américains dans les médias de masse. Martine Syms s'inspire également de la satire, utilisant la parodie et le sarcasme pour exprimer des messages dans son art.

## Expositions

### Individuelles

#### Années 2010
- 2011 : Golden Age : Reference Work, MCA de Chicago[31].
- 2014 : The Queen's English, Armory Center for the Arts, Californie[32].
- 2015 : Vertical Elevated Oblique, Bridget Donahue, New York[33].
- 2015 : Art on the Move. Nite Life, Locust Projects, Miami[34].
- 2015: Martine Syms exhibition, White Flag Projects Gallery, Saint Louis, Missouri[35].
- 2016 : Black Box, Human Ressources Gallery, Los Angeles[36].
- 2016 : Autobiography, Index Foundation, Stockholm [37].
- 2016 : Fact & Trouble, Institute of Contemporary Arts, Londres [38],[39].
- 2016 : Com port ment, Karma International, Beverly Hills, California[6].
- 2016 : Hammer’s biennal, Musée Hammer, Los Angeles[40].
- 2016 : SHE MAD : Laughing Gas, Art Institute of Chicago, Chicago.
- 2017 : The Easy Demands, Sadie Coles HQ, Londres[41],[42].
- 2018 : Grand Calme, Sadie Coles HQ, Londres[43].
- 2018 : Big Surprise, Bridget Donahue, New York[44].
- 2018 : Lessons-I- CLXXX, Museu de Arte Contemporânea de Serralves, Porto[45].
- 2018 : Incense Sweaters & Ice, Graham Foundation, Chicago[46].
- 2018 : SHE MAD : Laughing Gas, Art Institute of Chicago, Chicago[47].
- 2019 : Shame Space, Institute of Contemporary Art, Virginia Commonwealth University, Richmond[48].
- 2019 : Boon, Secession, Vienne[49].

#### Années 2020
- 2020 : Ugly Plymouths, Sadie Coles HQ off-site, Londres[50].
- 2020 : New Media Series, Saint Louis Art Museum, St. Louis[51].
- 2020 : Ugly Plymouths, 5239 Melrose Avenue, Los Angeles[52].
- 2021 : She Mad : Season One, Bergen Kunsthall, Bergen[53].
- 2021 : Neural Swamp, Fondazione Sandretto Re Rebaudengo, Turin[54].
- 2021 : Loot Sweets, Bridget Donahue Gallery, New York[55].
- 2021 : Aphrodite’s Beasts, Fridericianum, Cassel[56].
- 2021 : SHE MAD S1:E4, part of Glasgow International, Tramway, Glasgow[57].
- 2021 : HOMEWORK #8, Sadie Coles HQ online[58].
- 2021 : SOFT, Sadie Coles HQ, Bury Street, Londres[59].
- 2022 : SHE MAD S1:E4, MCA, Chicago[60].
- 2022 : Grio College, Hessel Museum of Art, Bard College, Annandale-On-Hudson[61].
- 2022 : Neural Swamp, Philadelphia Museum of Art, Philadelphia[62].
- 2022 : (avec Arthur Jafa) We Are Not Aliens: Arthur Jafa, Martine Syms, and Afro-Futurism 2.0, Mary Porter Sesnon Art Gallery, UC University California Santa Cruz, Santa Cruz[63].

### Collectives

#### Années 2000-2010
Entre 2007 et 2019, Martine Syms participe à près de 85 expositions collectives dont : 
- 2007 : You can depend on the Sunshine, Paul Cowan, Marco Kane & Martine Syms, The Green Gallery, Milwaukee[64].
- 2014 :  Speaking of People : Ebony, Jet and Contemporary Art, Studio  Museum in Harlem, New York[65].
- 2015 : Triennal Surround Audience, New Museum, New York[66].
- 2017 : Projects 106, MOMA, New York[67].
- 2019 : Shame Space, Institut d'art contemporain de l'Université du Commonwealth de Virginia[68].
- 2019 : Whitney Biennial, Withney Museum of American Art[69].

#### Années 2020
- 2020 : Real This Time, The John and Mable Ringling Museum of Art, State Art Museum of Florida, Sarasota[70].
- 2020 : The Body Electric, MDC MOAD Miami Dade College Museum of Art and Design, Miami[71].
- 2020 : Hello? God Is The Space Between Us, anonymous gallery, New York et Mexico[72].
- 2020 : Sammlung, TOWERMMK, MMK Museum für Moderne Kunst, Francfort[73].
- 2020 : Self Maintenance Resource Center 2020, The Luminary online, St. Louis[5].
- 2020 : No Space, Just a Place. Eterotopia, Gucci et Daelim Museum, Seoul[74].
- 2020 : Uncanny Valley : Being Human in the Age of AI, Fine Arts Museums, San Francisco[75].
- 2020 : Honestly Speaking : The Word, the Body and the Internet, Auckland Art Gallery, Nouvelle-Zélande[76].
- 2020 : William Greaves, Sondra Perry, Martine Syms, organisé par Martine Syms, Princeton University, Princeton[77].
- 2020 : Colored People Time : Mundane Futures, Quotidian Pasts, Banal Presents, MIT List Visual Arts Center, Cambridge[5].
- 2021 : Post-Capital : Art and the Economics of the Digital Age, MUDAM, Luxembourg[78].
- 2021 : Palai, Sadie Coles HQ off-site, Palazzo Tamborino Cezzi, Lecce[79].
- 2021 : Love in Bright Landscapes, Perth Institute of Contemporary Art, Perth[80].
- 2021 : Inaugural Group Exhibition, Champ Lacombe, Biarritz[81].
- 2021 : Underexposed: Women Photographers From The Collection, High Museum of Art, Atlanta[5].
- 2021 : The Stomach and The Port, Liverpool Biennial, The Tate Liverpool, Liverpool[82].
- 2022 : Post-Capital: Art and the Economics of the Digital Age, Kunsthal Charlottenborg, Copenhague[83].
- 2023 : Signals : How Video Transformed the World, MOMA, New York[84].

## Films
- 2007 : My Only Idol is Reality[85].
- 2014 : Small New Films[5].
- 2014 : Memory Palace, avec Kahlil Joseph[86].
- 2015 : The Unreliable Narrator[86].
- 2015 : A Pilot for a Show About Nowhere[86].
- 2016 : From Mouth to Hand[5].
- 2016 : SHE MAD: Laughing Gas[87].
- 2017 : Incense Sweaters & Ice[87].
- 2020 : SHE MAD: Bitch Zone[87].
- 2021 : Soliloquy[87].
- 2022 : The African Desperate (premier long métrage)[24].

## Textes et ouvrages
- 2011 : Implications and Distinctions : Format, Content and Context in Contemporary Race Film. Dans ce texte, Martine Syms s'intéresse aux représentations de l'identité noire dans la production, la distribution et la présentation du cinéma, ainsi que dans leur évolution de 1990 à nos jours[88],[89].
- 2013 : The Mundane Afrofuturist Manifesto. Dans ce manifeste, Martine Syms appelle les producteurs artistiques de la diaspora noire à créer une culture axée sur un avenir plus réaliste sur terre[10].
- 2014 : Most Days. Most Days est une œuvre sonore afrofuturiste mondaine éditée sur vinyle par Mixed Media Recordings et qui consiste en une lecture d'un scénario original, accompagnée d'une partition composée en collaboration avec l'artiste Neal Reinalda. Le sujet traite de ce à quoi ressemble une journée moyenne pour une jeune femme noire en 2050 à Los Angeles[90].
- 2014 : New Guards. New Guards est un livre qui rassemble des scans trouvés dans un exemplaire endommagé par l'eau de The Black Panthers de Stephen Shames. L'eau a lié des pages qui, une fois séparées, exposent de multiples images superposées ou déchirées[91].
- 2015 : Show Bible. Ce texte explore les thèmes plus larges et les événements dramatiques du moment dans son projet artistique en cours A Pilot For A Show About Nowhere. Il s'agit d'une exploration non linéaire des représentations des Afro-Américains dans les médias[92],[93],[89].
- 2015 : Black Vernacular: Reading New Media. Il s'agit d'un essai introduit par la notion de ligne de couleur de W.E.B. Du Bois pour exprimer la double conscience ou la double nature de la vie des personnes noires[94]. Martine Syms examine la manière dont les artistes numériques, notamment Steffani Jemison, Jayson Musson, Keith Obidake, Nicole Miller et Tahir Hemphill utilisent la structure, la forme, le dialecte et l'esthétique du numérique, pour questionner la manière dont les réseaux façonnent l'imagination collective de la ligne de couleur. Elle fait référence à la critique culturelle, à la théorie et à la poétique de June Jordan, Kevin Young, Lisa Nakamura, Kalamu Ya Salaam et Walter Wofram pour étayer ses lectures de leur travail[89].
- 2019 : Boon. Publié en même temps que l'exposition de Martine Syms à la Secession, à Vienne, Boon fait référence aux murs du Simpson's Record Shop à Détroit (le sujet de son exposition à la Secession), que la propriétaire Dorothy Simpson a recouvert de photographies apportées par les voisins. Le livre est composé de photographies trouvées, dont beaucoup ont été prises par le père de l'artiste[95],[96].